# Scopula corcularia
Scopula corcularia là một loài bướm đêm trong họ Geometridae.